# 納達里夫卡
48°27′12″N 38°27′10″E / 48.45333°N 38.45278°E
納達里夫卡（烏克蘭語：Надарівка）是位於烏克蘭東部的村莊，由盧甘斯克州阿爾切夫斯克區的卡季伊夫卡市鎮負責管轄。該村始建於1960年，面積0.08平方公里，海拔高度169米，2001年人口4，人口密度每平方公里48.2人。